# Losenrade
Losenrade ist ein Ortsteil der Hansestadt Seehausen (Altmark) im Landkreis Stendal in Sachsen-Anhalt.

## Geographie
Das altmärkische Straßendorf Losenrade liegt an der Elbe im äußersten Norden des Landkreises bzw. des Bundeslandes Sachsen-Anhalt im Biosphärenreservat Mittelelbe. Auf der gegenüberliegenden, nördlichen Elbseite liegt die brandenburgische Stadt Wittenberge.
Nachbarorte sind Eickerhöfe im Nordwesten, Steinfelde im Südosten, Hohe Geest im Süden und Geestgottberg im Südwesten.

## Geschichte

### Mittelalter bis Neuzeit
Losenrade entstand in der Zeit der Kolonisation durch den Markgrafen der Altmark Albrecht der Bär und wurde erstmals 1259 als losenrodte im Zusammenhang mit einer Stiftung des Edlen Johann Gans an das Kloster Stepenitz – Marienfließ erwähnt.
Der Historiker Peter P. Rohrlach gibt als erste Erwähnung in losenrodhe im Jahre 1275 an. 1305 wird von Otto Gans von Putlitz die helffte des Dorffes genandt Losenrode an Johann von Karstedt verliehen.
Im Landbuch der Mark Brandenburg von 1375 wird das Dorf als Losenrode im Territorium Prignitz aufgeführt. Weitere Nennungen sind 1608 Noch Losenrahde und 1687 Losenrade. 1804 lebten im Dorf und Gut Losenrade 3 Ganzbauern, 2 Halbbauern, 6 Ganz- und 4 Halbkossäten, 1 Büdner und 9 Einlieger. Es gab einen Krug.
Bereits 1842 gab es im Dorf einen Reihenschullehrer. Später entstand eine Schule, die 1961 neben der Grundschule für die Jahrgänge 1. bis 4. Klasse auch eine Oberstufe für die 5. bis 8. Klasse hatte. Die Schule wurde schon vor Jahrzehnten geschlossen.
Zur Gemeinde gehörten früher auch der Wohnplatz Geestermühle (östlich davon stand eine Windmühle) und im Ortsteil Eickerhöfe der Wohnplatz Elbbrücke mit Gaststätte und Ausflugslokal "Zur Elbbrücke" direkt an der Straße über die Elbe gelegen.

### Herkunft des Ortsnamens
Der Name wird abgeleitet aus dem slawischen (wendischen) Wort „los, loassa“ für „Wald“ und der deutschen Endung „rode“.

### Eingemeindungen
Bis 1807 gehörte das Dorf zum Seehausenschen Kreis der Mark Brandenburg in der Altmark. Zwischen 1807 und 1813 lag es im Kanton Seehausen auf dem Territorium des napoleonischen Königreichs Westphalen. Ab 1816 gehörte die Gemeinde zum Kreis Osterburg, dem späteren Landkreis Osterburg.
Im Jahre 1881 wurde die Landgemeinde Steinfelde eingemeindet. Am 17. Oktober 1928 wurde der Gutsbezirk Eickerhöfe mit der Landgemeinde Losenrade vereinigt, wobei die Enklave des Gutsbezirks mit der Landgemeinde Geestgottberg vereinigt wurde.
Am 25. Juli 1952 wurde die Gemeinde Losenrade in den Kreis Seehausen umgegliedert. Nach dessen Auflösung kam sie am 2. Juli 1965 in den Kreis Osterburg. Am 1. Juli 1994 wurde sie dem Landkreis Stendal zugeordnet.
Bis zum 31. Dezember 2009 war Losenrade eine selbständige Gemeinde mit den zugehörigen Ortsteilen Eickerhöfe und Steinfelde und gehörte der aufgelösten Verwaltungsgemeinschaft Seehausen (Altmark) an.
Durch einen Gebietsänderungsvertrag beschlossen die Gemeinderäte der Gemeinden Beuster (am 8. Juni 2009), Geestgottberg (am 9. Juni 2009), Losenrade (am 22. Juni 2009) und der Hansestadt Seehausen (Altmark) (am 29. Juni 2009), ihre Gemeinden aufzulösen und zu einer neuen Gemeinde mit dem Namen Hansestadt Seehausen (Altmark) zu vereinigen. Dieser Vertrag wurde vom Landkreis als unterer Kommunalaufsichtsbehörde genehmigt und trat am 1. Januar 2010 in Kraft. Seitdem sind Eickerhöfe, Losenrade und Steinfelde Ortsteile von Seehausen (Altmark).

### Einwohnerentwicklung
| Jahr | Einwohner |
| ---- | --------- |
| 1734 | 114       |
| 1775 | 132       |
| 1789 | 153       |
| 1798 | 131       |
| 1801 | 132       |
| 1818 | 148       |
| 1840 | 140       |
| 1864 | 495       |

| Jahr | Einwohner |
| ---- | --------- |
| 1871 | 224       |
| 1885 | 242       |
| 1895 | 251       |
| 1900 | [00]320   |
| 1905 | 320       |
| 1910 | [00]287   |
| 1925 | 369       |
| 1939 | 345       |

| Jahr | Einwohner |
| ---- | --------- |
| 1946 | 411       |
| 1964 | 300       |
| 1971 | 299       |
| 1981 | 239       |
| 1993 | 216       |
| 2006 | 163       |
| 2008 | [00]157   |
| 2011 | [00]056   |

| Jahr | Einwohner |
| ---- | --------- |
| 2012 | [00]55    |
| 2014 | [00]54    |
| 2020 | [00]49    |
| 2021 | [00]50    |
| 2022 | [0]50     |
| 2023 | [0]50     |

Quelle, wenn nicht angegeben, bis 2006:

## Religion
Die evangelischen Christen aus Losenrade gehörten früher zur Kirchengemeinde Groß Beuster und damit zur Pfarrei Groß Beuster in der Altmark. Sie werden heute betreut vom Pfarrbereich Beuster des Kirchenkreises Stendal im Bischofssprengel Magdeburg der Evangelischen Kirche in Mitteldeutschland.

## Wirtschaft und Infrastruktur

### Verkehr
In der Nachbargemeinde Geestgottberg besteht Anschluss an die Bundesstraße 189 und die Magdeburg-Wittenbergesche Eisenbahn.